# Djilali Kadid
 (mai 2020).
Djilali Kadid est un artiste peintre et critique d'art Algérien, né en 1956 à Sfisef dans la région d’Oran en Algérie.

## Biographie
Djilali Kadid est le deuxième et le seul garçon d’une famille de quatre enfants.
À la mort de son père, tombé au champ d’honneur quelques mois avant l’Indépendance, sa famille quitte   Sidi Bel Abbès pour Sfisef, où il passe son enfance dans sa famille maternelle. Il commence à dessiner dès l’âge de six ans. En janvier 1969, son grand-père, âgé de 105 ans, décède et la famille quitte le village natal pour Sidi-Bel-Abbès. Il entre au Collège-Lycée El–Haouès. En 1973, il s’inscrit dans un Atelier municipal d’Art qu’anime Dahmène Benameur, artiste-enseignant, ancien élève de l’École des Beaux-arts d’Oran.
En septembre 1978, il voyage pour la première fois à Paris. Là, il s’inscrit à la Faculté de Paris III – Sorbonne Nouvelle en Lettres et Histoire de l’Art. Il redécouvre dans les musées parisiens des œuvres qu’il ne connaissait jusque-là que par les livres.
Durant l’hiver 1981, Djilali rencontre Marie Lallemand, jeune agrégée de littérature, passionnée d’art, qui va partager sa vie durant quatre ans. Enthousiasmée par ses dessins, Marie l’encourage vivement à reprendre les pinceaux. Il le fait progressivement. 
Sa première exposition a lieu en 1984 à Paris. 
En juin de l’année suivante, c’est à la Fondation Bernheim Jeune, à Paris, qu’il montre une série de peintures dans le cadre d’un Salon à thème, réunissant les artistes de la galerie : « Floralies ». Il renouvellera sa participation à ce même Salon en juin 1987 dans la célèbre galerie parisienne.
Au début de l’automne 1985, Djilali Kadid fait la connaissance d’Albert Memmi qu’il invite à venir découvrir ses œuvres. L’auteur de La statue de sel et du Portrait du Colonisé gardera jusqu’à l’heure actuelle un regard attentionné et amical sur son travail et son parcours.
En septembre 1986, Touria Ibn Rouhou, jeune peintre marocaine, étudiante à l’École des Beaux-arts de Paris, croise son chemin. Ils vivront ensemble durant trois ans. La proximité de Touria, de tendance abstraite, ne sera pas sans impact sur sa peinture, qui, dans nombre de toiles de cette période, ira aux abords de l’abstraction. Il découvre à travers elle tout un réseau d’artistes marocains et tunisiens de leur génération. Ensemble, ils organisent plusieurs expositions de groupe.
En mars 1987, le Centre culturel algérien, à Paris, accueille une exposition importante de ses œuvres. La préface est signée par Kateb Yacine. Djilali avait rencontré le poète à Sidi-Bel-Abbès durant l’été 1979, et le reverra régulièrement à Paris à partir de l’été 1985. Il se liera également d’amitié avec l’universitaire Jacqueline Arnaud, spécialiste de littérature maghrébine de langue française, amie intime de Kateb. Le peintre garde un souvenir intense de ces retrouvailles amicales, chez Jacqueline, avec l’auteur de Nedjma pour l’œuvre de qui il s’était passionné durant ses années de lycée.
C’est le même Kateb qui, en septembre 1986, le présente à la revue Actualité de l’Emigration, l’organe de l’Amicale des Algériens en Europe, pour prendre en charge la rubrique Art /Expositions. Le rédacteur en chef n’est autre que le brillant sociologue et universitaire oranais Abdelkader Djeghloul. Djilali collaborera à cet hebdomadaire durant trois ans. Dans ce contexte propice, il rencontre, notamment au Centre culturel algérien dont il «couvre» les expositions, des personnalités, artistes, écrivains, universitaires, qui compteront dans sa vie : le couple  Abdallah Benanteur et Monique Boucher, le couple Louis Nallard et Maria Manton, Jean Pélégri, Marcel Bouqueton, Jean et Mireille de Maisonseul, Mohamed Aksouh, Mohamed Dib, Assia Djebar, pour ne citer que ces aînés tous originaires d’Algérie et qu’une amitié de longue date lie entre eux.
En mars 1988, rencontre avec le peintre Alfred Manessier et sa femme Thérèse.
Un « Dialogue » naît de cette rencontre, dont Djilali publie d’abord un extrait dans le numéro 157 d’Actualité de l’Emigration.
Au cours de cette même année 1988, il réalise un grand dossier-reportage sur les artistes plasticiens issus de la seconde génération immigrée, que l’hebdomadaire publie sous forme de numéro spécial dans son numéro144 sous le titre «Peinture et sculpture Beur, l’Atelier de l’Energie de vie». A la même période, il s’associe au projet de Ouali Chekour (jeune doctorant en sciences humaines qui vient de créer l’association « Singulier-Pluriel ») : un «Forum des Artistes Algériens de France -La Nouvelle Génération» qui se déroulera durant les mois avril/mai 1989 à Grenoble et dans plusieurs autres villes de l’Isère. La collaboration avec Ouali et son association durera près de quatre ans.
En octobre 1989, Kateb Yacine, hospitalisé depuis plusieurs semaines à Grenoble, décède. Djilali et Ouali organisent alors en janvier 1990 l’un des tout premiers et nombreux hommages à l’écrivain par une exposition à la Galerie du Théâtre Le Lucernaire : «Kateb Yacine et ses amis peintres» qui réunit des œuvres de : Nallard et Maria Manton, Benanteur, Baya[Lequel ?], Khadda, Issiakhem, Duvalet, Aksouh, Couchat, Ardouvin et Kadid. La préface est de Jean Pélégri. Un court-métrage sur l’exposition, réalisée par la journaliste Diane de Sainte-Foy, est diffusé quelques semaines plus tard sur TV5.
Vers la fin de l’année 1988, Actualité de l’Emigration ferme définitivement ses colonnes à la suite des évènements tragiques d’octobre 1988 à Alger. Djilali Kadid poursuit alors seul des projets d’écriture dans le domaine de l’art, autour de personnalités qui l’intéressent. Successivement en mars 1990 et avril 1991, il rencontre les historiens d’art René Huyghe et Bernard Dorival, avec qui il enregistre des entretiens. Puis à partir de 1992, met en place un projet d’ouvrage autour d’Abdallah Benanteur, peintre, graveur et créateur bibliophile algérien de l’École abstraite de Paris. L’ouvrage, intitulé Benanteur - Empreintes d’un cheminement, verra le jour aux Editions Myriam Solal en septembre 1998. Cette publication va sceller l’amitié avec l’éditrice et son compagnon, le photographe et peintre David Mohror, tous deux amis de Benanteur.
Cette même année 1992, rencontre avec Joëlle Ricaud, avec qui naît une relation amoureuse durant l’automne 1993, et qu’il épouse en mai 1996. Consultante en Ressources Humaines, ancienne élève de l’Institut Supérieur du Commerce, à Paris, Joëlle est une jeune femme curieuse et passionnée, entreprenante et pragmatique. Elle lui donnera quatre enfants, tout en apportant un soutien constant à sa carrière.
En mars 1997, Marie Virolle, amie de longue date, anthropologue et chercheuse au CNRS, sollicite Djilali pour la revue Algérie-Littérature/Action et Maison d’édition (Marsa Paris/Alger), qu’elle vient de créer à Paris avec l’écrivain algérien Aïssa Khelladi. Il collaborera avec de nombreux articles à la revue et en septembre 2001, sortira chez Marsa son Dialogue inédit avec Alfred Manessier, postfacé par sa fille Christine, et illustré par les aquarelles et le carnet de dessins retraçant le séjour du peintre à Ghardaïa, dans le sud algérien. En décembre 2004, Marsa publiera un autre grand « Dialogue » de Djilali Kadid, celui avec le couple de peintres algérois, de l’École abstraite de Paris, Louis Nallard et Maria Manton. En décembre 1999, il participe au Colloque scientifique international, « Vélasquez aujourd’hui », organisé à l’université de Cergy Pontoise par l’hispaniste et historienne d’art Geneviève Barbé.
En juillet 2002, un premier voyage à Venise avec sa femme fait éclore une inspiration insoupçonnée sur le thème du paysage vénitien. Un thème qui va, au fil des ans, prédominer dans son travail, notamment après un second séjour dans la ville italienne en août 2009. La découverte de Marrakech, en septembre 2005, n’aura pas moins d’impact sur son instinct paysagiste.
Au début de l’été 2003, sur l’invitation de Louis Nallard, Djilali prend activement part à un évènement artistique organisé par le Musée de Gajac, à Villeneuve-sur-Lot, dans le cadre de «l’Année de l’Algérie en France» : l’exposition «Mère Algérie couleur du Sud», réunit une pléiade d’artistes de générations et d’appartenances différentes, liés de longue date d’amitié, et tous originaires d’Algérie : Nallard, Manton, Guermaz, Aksouh, Benanteur, Bouqueton, Rafi, Maisonseul, Tibouchi, Bouhadef, Kadid, ainsi que Manessier (associé à l’exposition, sur la proposition de Djilali, à travers les aquarelles et les gouaches de son voyage à Ghardaïa).Tout en y participant, Djilali Kadid rédige la préface du catalogue de cette exposition dont le commissaire est Jacques Balmont, personnalité locale très active sur le plan culturel. Aux approches du vernissage qui a lieu le 12 septembre 2003, l’une des figures-clé de l’exposition, la peintre Maria Manton, décède à l’âge de 93 ans. L’exposition sera dédiée à sa mémoire.
À partir de l’année 2005 Djilali entreprend de redonner vie à une activité-passion laissée en veilleuse depuis les années 1990 : celle de récitant et interprète de chanson française et arabo-orientale. Plusieurs projets de scène voient le jour à partir des artistes qu’il aime, dans les deux Répertoires.
En mai 2011, il loue une galerie au Village suisse[Lequel ?] à Paris, où durant deux ans il diffuse son travail personnel auprès du public amateur.
En octobre 2012, il prend part à la célébration en France du Cinquantenaire de l’Indépendance de l’Algérie par une exposition de Portraits sur le thème : L’Algérie des Ecrivains, à la Mairie du 2e arrondissement. Cette galerie de Portraits ira sur les cimaises du Maghreb des Livres de février 2013, dans les salons de l’Hôtel de Ville de Paris.
En janvier 2014, Djilali reprend contact avec l’universitaire et historienne Anissa Bouayed. Chargée de mission au Mucem, Anissa est membre actif de l’association Art et Mémoire au Maghreb dont le siège est à Vitry-sur- Seine. L’association sollicite le peintre pour l’hommage qu’elle prépare à son ex-président, décédé un an auparavant : le journaliste écrivain Henri Alleg, auteur de La Question, dont elle lui commande le portrait. L’exposition Henri Alleg l’Algérie pour mémoire, a lieu en octobre 2014 à la Médiathèque Nelson Mandela à Vitry, et réunit des œuvres de Djilali Kadid à celles d’un autre artiste algérien, Mustapha Boutagine. Elle ira un mois plus tard au Centre culturel Madeleine Rebérioux à Créteil. Puis en septembre 2018, dans le contexte du 60e anniversaire de la parution de «La Question», elle sera rééditée au Centre Culturel Algérien, à Paris, modifiée et enrichie par l’adjonction d’œuvres d’autres artistes, de générations antérieures, de renom pour la plupart (Taslitsky, Mireille Miailhe, Masson, Lapoujade, Matta, Erro, Guttuso, Benanteur,Lebel, Myriam Ben, Cremonini, Ernest-Pignon, entre autres), ayant été, pour certains, proches d’Henri Alleg, et témoins engagés durant cette période tragique des dernières années de la Guerre d’Algérie.
Le 13 août 2018, Djilali Kadid, accompagné de sa femme et de ses quatre enfants, voyage en Algérie, dans sa région d’Oran, après plus de 35 ans d’absence. Durant ces deux semaines de retrouvailles avec les lieux chers de l’enfance et de la prime jeunesse, et sur l’initiative du Docteur Driss Reffas, l’ami d’enfance et complice de jeux (personnalité fort investie par ailleurs dans la vie politique, sociale et culturelle de la région), une grande surprise lui est réservée : une rencontre en son honneur et celui de sa petite famille à Sfisef, le village natal, organisée à dessein aux abords de la Mairie, en face de l’aire de jeux et des « 400 coups » d’antan, et au pied de l’Arbre de Fer, repère mythique et historique du village. En présence du Maire de la Commune, de membres de sa famille et de familles anciennes du village, de représentants d’associations et autres personnalités locales, le peintre a aussi la joie de revoir, après plus de trois décennies d'absence, plusieurs de ses camarades du primaire, et même deux parmi ses enseignants de l’époque, son instituteur et son professeur de sciences de sixième, dont la vitalité, restée quasi intacte, l’épate. C’est le ressourcement inopiné, dans les méandres du souvenir, au plus lointain de la mémoire : le Temps retrouvé ! À cette occasion mémorable, le Maire, après un discours de félicitations, remet à l'invité un « Certificat de Citoyen d’Honneur », témoignage de reconnaissance et d’amitié que « l’enfant prodigue de Sfisef » accueille avec gratitude et beaucoup d’émotion, sous les applaudissements de l’assemblée.

## Expositions

### Individuelles
- 1984 : Maison du Maroc, Cité universitaire internationale, Paris
- 1984 : Maison du Mexique, Cité universitaire internationale, Paris
- 1985 : Centre Culturel Syrien, Paris (Préface d’Albert Memmi).

1986 : Villages du Midi de la France, BRED, Paris.
1987 : Centre culturel algérien, aris (Préface de Kateb Yacine).
1988 : Espace Ratiba, Haute Couture, avenue George-V, Paris.
1989 : Galerie du Quai, Grenoble (Peintres et sculpteurs algériens de France- Singulier/Pluriel).
1989 : Galerie l’Alhambra, Paris (Préface de Jean Pélégri).
1990 : Association des travailleurs migrants, Reims.
1990 : Centre culturel Vaugelas, Aix-les-Bains.
1991 : Centre culturel Salvador-Allende, Villiers-Le-Bel.
1993 : Galerie Tammouz, Centre Arabe d’Art et de Littérature, Bruxelles (avec Kichou et Djaâfer).
1993 : Centre culturel égyptien, Paris.
1995 : Djilali Kadid et Samta Benyahia, Galerie de l’Office de Tourisme, Pantin.
1997 : Galerie Taille fine Taille douce, Paris (Préface de Monique Boucher-Benanteur).
1998 : Diocèse, rue des Saints-Pères, Paris (Inauguration de l’espace – Préface de Michel Brière).
1998 : Librairie La Fourmi ailée, Paris (présentation du livre De l’autre côté avec Kateb Yacine de Marie-Pierre Fernandes).
1999 : Espace Algérie, revue Algérie Littérature /Action, Paris (Inauguration de l’espace).
1999 : Salle de prestige de la Mairie de Layrac (Lot-et-Garonne).
2000 : Fnac Forum-des-Halles, Paris.
2000 : Espace Renoir, Rueil-Malmaison.
2001 : Communauté lycéenne du Marais, Paris (Semaine du Marais Chrétien – Art Culture et Foi).
2001 : Délégation algérienne de l’UNESCO, Journée de l’Afrique à l’UNESCO, Paris.
2003 : Regards vers l’Algérie - La Ferme des Arts, Vert-Saint-Denis (avec Aksouh, Nadia Touami et Tibouchi - Année de l’Algérie en France).
2004 : Flânerie vénitienne, Espace L’Ermitage, Rueil-Malmaison.
2005 : Vies parallèles communicantes (avec Louis Nallard et Maria Manton), Centre Culturel Algérien, Paris.
2006 : Arrière-pays, M.J.C. Les Hauts de Belleville (avec Rima Djahnine, peintre), Paris.
2006 : De la Matière à l’Esprit – Kadid peintre, Kasper sculpteur, Galerie de l’Escale, Levallois.
2007-2008 : De la Matière à l’Esprit, Espace Saint-Martin, Rose-Croix, Paris.
2009 : Paysages et Portraits d’écrivains, Espace Maurice Béjart, Verneuil-sur-Seine.
2010 : Les teintes de l’ailleurs (aquarelles de voyage) -Portraits de chanteurs, Théâtre Octave Mirbeau (festival l’Orient Merveilleux), Triel-sur-Seine.
2011 : Peintures, Le Ziryab, Institut du Monde Arabe, Paris.
2012 : L’Algérie des écrivains - Portraits (Cinquantenaire de l'Indépendance de l'Algérie), Mairie du 2e Arrondissement, Paris
2012 : Visages mythiques de la chanson française, Médiathèque Gustave Eiffel, Levallois.
2013 : L’Algérie des écrivains - Portraits, 20e Salon du Maghreb des Livres, Hôtel de Ville, Paris.
2014 : Henri Alleg, l’Algérie pour mémoire - Portraits (avec Mustapha Boutagine - Art et Mémoire au Maghreb, Présentation de Anissa Bouayed), Centre Culturel Nelson Mandela, Vitry-sur-Seine.
2015 : Henri Alleg, l’Algérie pour mémoire  Portraits, Centre culturel Madeleine Rebérioux, Créteil.
2015 : L’Esprit des Lieux, Eglise Notre-Dame-de-Pentecôte, La Défense.
2016 : Kateb Yacine vu par... Portraits (avec Mustapha Boutadjine), Hommage à l'écrivain par Art et Mémoire au Maghreb (Présentation de Anissa Bouayed), Théâtre Jean Vilar, Vitry-sur-Seine.
2017 : Peintures, Théâtre Hamma Meliani, (Inauguration du théâtre), Ivry-sur-Seine. 
2017 : Ecrivains d’Algérie - Portraits, Centre culturel Georges-Brassens, Saint-Étienne-du-Rouvray.
2020 : Flânerie à Venise Peinture et voyage, Salle Fordan, Villennes-sur-Seine.

### Collectives
1986 : UNICEF, sous le haut patronage de Georges Mathieu, Paris
1987 : Artistes Français et Algériens contemporains, sous le haut patronage d’Yves Saint-Laurent, Pavillon Dauphine, Paris
1988 : Dix artistes Maghrébins – Association des Travailleurs Migrants, Reims
1989 : Dix artistes Maghrébins – Centre Culturel Algérien, Paris
1989 : Peintres et Sculpteurs Algériens de France, Château des Blondes, Sassenage (Isère)
1993 : Expressions Algériennes, Galerie Art 14, Paris
1994 : Peintres du Monde Arabe, Galerie Emhotep, Paris
1994 : Biennale d’Art Graphique de Saint-Maure, Musée de Saint-Maure, Villa Médicis
1995 : Collectif pour l’ACCA, MJC Jules Vallès, Vitry-sur-Seine
1997 : Lycée Hôtelier, Guyancour
2000 : Espace Renoir, Rueil-Malmaison
2004 : Professeurs d’Art de Rueil-Malmaison, Atelier Grognard, Rueil-Malmaison
2005 : Eau esprit de vie – Festival chrétien, Eglise Luthérienne de la Résurrection, Paris

### Salons
1984/1987 : Floralies, Galerie Bernheim Jeune, Paris
1985/1990 : Art sacré - Art et Matière, Galerie Nesles, Paris
1989/1990 : Réalités Nouvelles, Grand Palais, Paris
1995 : France-Maghreb, La Coupole, Saint-Loubès
2003 : Biennale de Courbevoie, Hall de l'ancien Hôtel de Ville, Courbevoie
2007-2011 : Académie des Beaux-arts de la Ville de Triel, Salle Greblin, Triel-sur-Seine

### Hommages Collectifs
1990 : Kateb Yacine et ses amis peintres, Galerie du Théâtre du Lucernaire, Paris
1994 : Les peintres saluent Kateb Yacine Palais des Congrès, Béziers
1995 : Les peintres saluent Kateb Yacine, Centre culturel Algérien, Paris (IMEC-IMA)
2000 : Hommage à Baya, Galerie Arcima, Paris
2009 : Hommage à Guermaz, Centre culturel Algérien, Paris

### Expositions-Evènements (Collectives)
- Mère Algérie couleur du sud, septembre 2003, Musée de Gajac, Villeneuve-sur-Lot (Année de l’Algérie en France - Préface de Djilali Kadid)
- L’Algérie pour mémoire - Témoignage autour de «La Question» 1958 – 2018 (Art et Mémoire au Maghreb – CCA - Textes, présentation, conférence : Anissa Bouayed), Septembre 2018, Centre culturel Algérien, Paris

### Articles de presse
- Les artistes prisonniers du froid, Tahar Djaout, Algérie-Actualité, 1986
- Djilali Kadid, Notice de France Huser, Nouvel Observateur, février 1987
- Le peintre du silence, Lamine A., Actualité de l’Emigration, février 1987
- Djilali Kadid, un peintre du silence, dossier-reportage, Dominique Le Boucher, Algérie–Littérature/Action, 1998
- La quête du bonheur, Caroline Saint-Pierre, La Dépêche du Sud-ouest, juillet 1999
- Entre Cézanne et Rouault, Pierre Moreno, Le Petit Bleu, juillet 1999, Lot-et-Garonne
- Silence ou colère, Infos Levallois, mars 2006
- La peinture incarnée, Ingrid Gamboa, Infos Levallois, juin 2012
- Henri Alleg l’Algérie pour mémoire, Anissa Bouayed, Infos Vitry - Alger Républicain, novembre 2014

### Entretiens de presse
- Tableaux à partir de Yacine, avec Boualem Souibès, Algérie Actualité, Alger, 1987
- De la mise à mort – avec Moulay Brahimi, Révolution Africaine, Alger, février 1987
- A la recherche du temps perdu – avec Mir, Horizons, Oran, avril 1989
- Maturité du peintre, jeunesse de sa peinture, avec Djamila Sakkal, El-Forçane, Paris, 1989
- Je ne suis jamais satisfait de ce que je fais, avec Naïma Lafitte, EsCham, Paris, octobre 1990
- Une rencontre entre corps et esprit, avec Lotfi Hammou, NT2 Rives, Triel, juin 2006
- L’art au service de toutes les intégrations, avec C. Barouh, NT2 Rives, Triel, novembre 2006
- La couleur des mots, avec Amina Far, Kalila (revue du CCA), Paris, juillet 2010

### Dictionnaires / Répertoires
- Bénézit, Ed. Gründ, Paris 1999
- Commanducci (dictionnaire italien)
- Africa Database (Répertoire des personnalités africaines), Fondation Rockefeler, Londres
- Mémoire Algérienne, Achour Cherfi, Editions Dahlab, Alger, 1996
- Les artistes algériens, Abrous Mansour, Ed. Casbah, Alger, 2002
- Diwan el Fen, Peintres, Sculpteurs et Designers algériens, Djamila Flichi-Guendil, Ed. Enag-Anep, Alger, 2002
- L’art en Algérie, Répertoire bibliographique 1844-2008, Saadia Sebbah et Abrous Mansour, Ed. Casbah, Alger, 2009

## Entretiens radiophoniques
- Rencontre avec le peintre Djilali Kadid, avec Geneviève Clancy et Roland Lafitte, « Plume et Soleil », Radio Soleil, Paris mars 1987
- Djilali Kadid ou l’irrésistible besoin d’être, avec Fatima Maïni, « Rencontre », RFI, 1997
- Les lieux de la peinture, avec Fatima Maïni, « Rencontre », RFI, 1999
- Autour du livre Benanteur Empreintes d’un cheminement, avec Ahmed Naït-Balk, Radio-Orient, Paris1999
- Djilali Kadid, peintre et écrivain, avec Hafid Adnani, Radio Enghien, 2000
- Mère Algérie couleur du Sud, avec Philippe Robichon, Radio Beur, septembre 2003 (autour de l’exposition du Musée de Gajac, Villeneuve-sur-Lot)
- Djilali Kadid, artiste pluriel, avec Nadia Ettayeb, « Youyous et Chuchotements », Radio Aligre, Paris, 2005

## Audiovisuels
- Fouad Fattal sculpteur du Verbe, entretien avec le calligraphe syrien, animé par D. Kadid, « Connaître l’Islam », réalisation d’Abder Isker, Antenne 2, Paris, 1987
- Djilali Kadid et Kateb Yacine, Court-métrage de Diane de Sainte-Foy, TV5, Paris, 1990
- Interviews – Reportages sur : FR3 Régions, BRTV, Canal Algérie, KTO, Yvelines TV

## Publications critiques
- Articles sur : Benanteur, Nallard et Maria Manton, Aksouh, Issiakhem, Khadda, Baya, Bouqueton, Belhachemi, Jamil Hamoudi, etc. Actualité de l’Emigration, 1986–1989
- Peinture et sculpture Beur, l’Atelier de l’Energie de vie, Dossier-enquête sur les artistes maghrébins issus de l’Immigration, Actualité de l’Emigration, novembre 1988, Paris
- La nostalgie du Paradis, quelques pas dans l’univers de Benanteur, Présence Africaine, 1998, Paris
- Le parchemin de la mémoire, sur Les Apparitions de Benanteur, « Les Essentiels », La Vie, Paris 2003
- Articles sur : Benanteur, Baya, Nallard et Maria Manton, Aksouh, Bouqueton, Maisonseul, Mersali, Amara, Algérie-Littérature / Action, 1997-2006

## Préfaces
- Naissance d’une exposition, Catalogue du Forum des Artistes Algériens de France, Singulier-Pluriel, Grenoble, 1989
- Dix artistes maghrébins, dépliant de l’exposition de l’ATRAMI, Reims, 1989
- De l’École d’Alger à l’École de Paris, Catalogue de l’exposition Mère Algérie couleur du Sud, Musée de Gajac, Villeneuve sur Lot, 2003
- Préfaces (sans titre) pour les expositions personnelles :
  - Portraits d’Ecrivains, Mairie du 2èmearrdt, Paris, 2012
  - L’Esprit des Lieux, Cahier d’Espérance – Eglise Notre-Dame de Pentecôte, La Défense, 2015

## Ouvrages
- Benanteur, Empreintes d'un cheminement, Éditions Myriam Solal, Paris, 1998.
- Manessier en Algérie, Dialogue avec Djilali Kadid, volume hors-série de la revue-collection « Algérie Littérature/Action », Marsa éditions, Paris, 2001  (ISBN 2913868290)
- Louis Nallard, Maria Manton, La peinture et la vie, Dialogue avec Djilali Kadid, « Algérie Littérature/Action », numéro spécial, Paris, 2004  (ISBN 2913868541).

## Conférences / Présentation d’ouvrages
- Du côté de chez Rodin, visite commentée au Musée Rodin, IFOREP, Paris, 1990
- Cézanne, Tradition et Modernité, (Rétrospective Cézanne au Grand Palais à Paris), Ville de Pantin, 1996 (conférence puis visite commentée de l’exposition)
- Quelques pas dans l’univers de Benanteur, Institut du Monde Arabe, septembre 1998 (Présentation du livre : Benanteur Empreintes d’un cheminement)
- Les Ménines, Prestige et Mystère, Colloque Scientifique International « Vélasquez aujourd’hui », Université de Cergy Pontoise, 1999
- Manessier Voyage et Lumière, CCA, Paris, mars 2002, Médiathèque Jacques Baumel, Rueil-Malmaison, mai 2002 (Présentation du livre : Manessier en Algérie)
- De l’Orientalisme à l’École du Signe - Naissance de la peinture moderne en Algérie, Musée de Gajac, Villeneuve-sur-Lot, octobre 2003
- Van Gogh et les artistes contemporains, conférence sur l’exposition pour un groupe d’enseignants (Académie de Versailles), Atelier Grognard, Rueil-Malmaison, avril 2004
- Deux vies parallèles communicantes, (Présentation du livre : Louis Nallard-Maria Manton La peinture et la vie), CCA, Paris mai 2005
- Art et Dialogue Une approche critique par la parole, (Présentation-Dédicace de ses trois ouvrages de Dialogue artistique), Librairie APTImots, Les Mureaux, octobre 2018

## Spectacle vivant

### Spectacles à partir des années 2000
- Pandésia Hommage à Yves Montand, Théâtre Odyssée, à Levallois, septembre 2006
- Chansons d’hier Poésie de toujours, (Poètes à Paris), Espace Saint-Martin, à Paris, février 2008 (Guitare : Renaud Gillet)
- Le Chant du Signe - Performance Chant/Calligraphie en duo avec le calligraphe Mohamed Salih, organisé par Mireille Grand, OISE Language Coaching,  Ambassade de Grande-Bretagne, Paris, décembre 2008
- Le Temps du rêve - 33 Tours dans la chanson française, Espace Maurice Béjart, Verneuil-sur-Seine, janvier 2009 (Piano : Gérard Landon)
- Le Temps du Rêve - Couleur Femme (Poèmes et Chansons du Répertoire – Printemps des Poètes Centre Culturel Algérien, Paris, mars 2010 (Piano : GérardLandon)
- Voix d’ici et Voix d’ailleurs – Festival l’Orient merveilleux, Théâtre Octave Mirbeau, Triel-sur-Seine, octobre 2010 (Piano : GérardLandon Luth :Maher Belhaj)
- Un peu de soleil dans l’eau froide – Récital à thème, avec Valmère Capital, Ecoforum sur les Energies renouvelables, École Polytechnique, Marne-la-Vallée, mars 2011 – (Piano :GérardLandon)
- De l’Andalousie à la Palestine, Hommage à Mahmoud Darwich, montage poétique par la Compagnie Hamma Méliani, Festival des Droits Humains et des Cultures du Monde, EspaceDispandeFloran,l’Hay-Les-Roses,juin 2011
- Le Temps du Rêve (Chansons françaises), Médiathèque Gustave Eiffel, Levallois, juin 2012 (piano : Gérard Landon)
- Le Temps du Rêve (Chansons françaises) – Jardins du Domaine de Berson, Fête de la Musique, Meulan, 21 juin 2015 (clavier, Adil Goussaïra)
- Deux Voix Ardentes d’Algérie : Henri Kréa-Djamel Amrani - Printemps des Poètes 2018, Art et Mémoire au Maghreb, Centre culturel de Vitry-sur-Seine, 25 mars 2018 (Intermèdes de guitare : Pierre-Alain Rosello)
- Poètes Algériens, récital au sein de l’exposition Henri Alleg L’Algérie pour Mémoire, Centre culturel Algérien, Paris, septembre 2018

### Sur les ondes
Intermèdes de lectures, Youyous et chuchotements, émission culturelle de Nadia Ettayeb, Radio Aligre, Paris, 2005-2006

### Articles
- L’âme des Poètes, Ingrid Gamboa - Infos Levallois, septembre 2006
- La Peinture incarnée, Ingrid Gamboa, Infos Levallois, juin 2012

## Distinctions
- Médaille d'argent d'un Concours de peinture organisé par "Le Manteau Rouge", Eglise Saint-Martin de Triel, 2009
- Citoyen d'Honneur de la Ville de Sfisef